# Superdrug
Superdrug Stores plc – brytyjska sieć sklepów kosmetycznych, należąca do grupy A.S. Watson. Siedziba przedsiębiorstwa znajduje się w Croydon, w Anglii.
Przedsiębiorstwo zostało założone w 1964 roku przez Ronalda i Petera Goldsteinów. Obecnie spółka jest właścicielem ponad 900 sklepów na terenie Wielkiej Brytanii oraz Irlandii, spośród których około 220 połączonych jest z apteką. Przedsiębiorstwo zatrudnia około 16 000 pracowników (2010).